# Neufchâtel (queso)
El neufchâtel es un queso francés fabricado en pays de Bray, una región de Normandía, y más concretamente en los alrededores de Neufchâtel-en-Bray. Se beneficia de una apelación de origen controlada desde 1977. Tiene una forma específica de corazón, pero A.O.C. autoriza también las formas de cilindro y de rectángulo. Es denominación de origen protegida, incluido en el Reglamento (CE) n.º 1107/1996.

## Características
Es un queso a base de leche de vaca, que se presenta como una pasta cremosa con corteza florida, con un peso medio de 250 gramos.
Se presenta en seis formas diferentes: corazón (100 g), gran corazón (600 g), cuadrado (100 g), rectangular (100 g), tapón (100 g) y doble tapón (200 g). Su periodo de degustación óptimo se extiende de abril a agosto tras una maduración de 8 a 10 semanas, pero también está excelente de marzo a noviembre.
Producción: 887 toneladas en 1998 (+16,4% desde 1996). 1 014 toneladas en 2003.

## Historia
El Neuchâtel es un queso muy antiguo, sin duda el más antiguo de los quesos normandos. Probablemente ya se fabricaba en el siglo VI y atestado oficialmente desde 1050. Durante la Guerra de los Cien Años, para las fiestas de fin de año, la leyenda cuenta que las jovencitas ofrecían a los soldados ingleses quesos en forma de corazón como muestra de amor. En el siglo XVII llegó hasta París y Ruan, y comenzó su exportación a Gran Bretaña.
A partir de 1880, su historia se acelera: ese año un granjero llamado Isidore Lefebvre fundó una fábrica de quesos en Nesle-Hodeng en la cual pudo moldear y madurar el cuajo producido por las granjas de su entorno. Entre sus distribuidores figurarían los grandes almacenes Harrods de Londres.
Hasta 1957 no se creó el sindicato de la defensa de etiqueta de calidad del queso Neufchâtel. Este sindicato obtuvo en 1969 la Apelación de Origen Controlada.
Luego las fábricas de queso locales, como Isidore Lefebvre y Lhernault, fueron absorbidas por los grandes grupos lecheros. La producción está asegurada por la Compagnie Laitière Européenne (CLE, controlada por Bongrain) y por la Coopérative Laitière de Haute-Normandie (CLHN).

## Denominación de origen
A nivel nacional, en Francia, el Neufchâtel es reconocido como appellation d'origine contrôlée (AOC) desde 1977. Desde 1996, es una denominación de origen protegida (PDO) ante la Unión Europea. A nivel internacional, cuenta con registro como denominación de origen, conforme al Sistema de Lisboa, ante la Organización Mundial de la Propiedad Intelectual, desde el 18 de agosto de 1969.